# Albula/Alvra
Albula/Alvra est une commune suisse du canton des Grisons, située dans la région d'Albula.

## Histoire
La commune d'Albula/Alvra voit le jour le 1er janvier 2015 à la suite de la fusion des anciennes communes d'Alvaschein, de Mon, de Stierva, de Tiefencastel, d'Alvaneu, de Brienz/Brinzauls et de Surava.